# Monte Montague
Monte Montague (23 de abril de 1891 - 6 de abril de 1959)  foi um ator estadunidense que iniciou sua carreira na era do cinema mudo, alcançando a era sonora e atuando em mais de 200 filmes entre 1920 e 1954, sempre em papéis secundários.

## Biografia
Montague nasceu em Somerset, Kentucky, como Walter H. Montague. Sua primeira incursão no cinema foi no seriado Elmo the Fearless, em 1920, pela Great Western Producing Company, em que a estrela era Elmo Lincoln. Continuou atuando em filmes e seriados, inclusive no primeiro seriado sonoro, The Indians Are Coming, em 1930, num pequeno papel não creditado. Com uma filmografia extensa, atuou na era muda e na era sonora com certa regularidade, sempre como secundário, um figurante que, muitas vezes, não tinha o seu nome nos créditos, Trabalhou ao lado de atores como Buck Jones, Johnny Mack Brown, Buster Crabbe, Hoot Gibson, Roy Rogers, Joel McCrea, Errol Flynn e John Wayne, entre outros.
Fez seu último filme, o western da Universal Pictures Showdown at Abilene, em 1956, no papel não-creditado de Will Moore.
Faleceu em Burbank, Califórnia.

## Vida familiar
Foi casado com Mary M. Montague e teve uma filha com o nome Mary Louise Montague, nascida por volta de 1924.

## Filmografia parcial
- Elmo the Fearless (1920)
- The Flaming Disc (1920)
- The Great Circus Mystery (1925)
- Ace of Spades (1925)
- The Scarlet Streak (1925)
- The Radio Detective (1926)
- Blake of Scotland Yard (1927)
- The Diamond Master (1929)
- The Ace of Scotland Yard (1929)
- The Indians Are Coming (1930)
- The Spell of the Circus (1931)
- Finger Prints (1931)
- Heroes of the Flames (1931)
- Murders in the Rue Morgue (1932)
- The Shadow of the Eagle (1932)
- Texas Cyclone (1932)
- Impatient Maiden (1932)
- Heroes of the West (1932)
- Clancy of the Mounted (1933)
- The Phantom of the Air (1933)
- Gordon of Ghost City (1933)
- The Invisible Man (1933)
- Perils of Pauline (1933)
- The Vanishing Shadow (1934)
- The Red Rider (1934)
- Tailspin Tommy (1934)
- Rustlers of Red Dog (1935)
- The Adventures of Frank Merriwell (1936)
- Flash Gordon (1936)
- Show Boat (1936)
- Jungle Jim (1937)
- Dick Tracy (1937)
- The Painted Stallion (1937)
- Wild West Days (1937)
- Radio Patrol (1937)
- Wells Fargo (1937)
- The Buccaneer (1938)
- The Fighting Devil Dogs (1938)
- Dick Tracy Returns (1938)
- Riders of the Black Hills (1938)
- Pals of the Saddle (1938)
- Red Barry (1938)
- The Lone Ranger Rides Again (1939)
- Daredevils of the Red Circle (1939)
- Allegheny Uprising (1939)
- Dick Tracy's G-Men (1939)
- The Phantom Creeps (1939)
- The Green Hornet (1940)
- Virginia City (1940)
- King of the Texas Rangers (1941)
- The Phantom Plainsmen (1942)
- Raiders of Ghost City (1944)
- Badman's Territory (1946)
- Jesse James Rides Again (1947)
- Tap Roots (1948)
- Rustlers (1949)
- Cody of the Pony Express (1950)
- Calamity Jane (1953)
- The Man from the Alamo (1953)
- The Fastest Gun Alive (1956)
- Showdown at Abilene (1956)